# Schlotheimia oblonga
Schlotheimia oblonga là một loài rêu trong họ Orthotrichaceae. Loài này được Taylor mô tả khoa học đầu tiên năm 1846.